# Coolidge (Kansas)
Coolidge és una població dels Estats Units a l'estat de Kansas. Segons el cens del 2000 tenia 86 habitants.

## Demografia
Segons el cens del 2000, Coolidge tenia 86 habitants, 36 habitatges, i 25 famílies. La densitat de població era de 72,2 habitants per km².
Dels 36 habitatges en un 33,3% hi vivien nens de menys de 18 anys, en un 66,7% hi vivien parelles casades, en un 5,6% dones solteres, i en un 27,8% no eren unitats familiars. En el 27,8% dels habitatges hi vivien persones soles el 22,2% de les quals corresponia a persones de 65 anys o més que vivien soles. El nombre mitjà de persones vivint en cada habitatge era de 2,39 i el nombre mitjà de persones que vivien en cada família era de 2,88.
Per edats la població es repartia de la següent manera: un 19,8% tenia menys de 18 anys, un 8,1% entre 18 i 24, un 24,4% entre 25 i 44, un 19,8% de 45 a 60 i un 27,9% 65 anys o més.
L'edat mediana era de 43 anys. Per cada 100 dones de 18 o més anys hi havia 86,5 homes.
La renda mediana per habitatge era de 36.250 $ i la renda mediana per família de 36.250 $. Els homes tenien una renda mediana de 22.000 $ mentre que les dones 26.250 $. La renda per capita de la població era de 17.485 $. Cap de les famílies i el 3% de la població estaven per davall del llindar de pobresa.

## Poblacions més properes
El següent diagrama mostra les poblacions més properes.